# Nieuw-Stadskanaal
Nieuw-Stadskanaal was de benaming voor het deel van het huidige Stadskanaal dat tot 1969 tot de gemeente Wildervank behoorde. Het resterende deel van Stadskanaal maakte tot dat jaar deel uit van de voormalige gemeente Onstwedde.
De oude gemeentegrens lag bij de Krommewijk, die ongeveer bij het voormalige station uitmondt in het Stadskanaal.